# Paratachys umbripennis
Paratachys umbripennis är en skalbaggsart som beskrevs av Maximilien de Chaudoir. Paratachys umbripennis ingår i släktet Paratachys och familjen jordlöpare. Inga underarter finns listade i Catalogue of Life.